# Rose-Marie (1928)
Rose-Marie ist ein US-amerikanischer Stummfilm aus dem Jahr 1928, der auf der gleichnamigen Operette von Otto Harbach und Oscar Hammerstein II basiert. Die Hauptrolle spielt Joan Crawford. Er gilt als verschollen.

## Handlung
Rose-Marie lebt als unabhängige junge Frau in einer kanadischen Siedlung mitten in der Wildnis. Sie liebt Jim Kenyon, einen Trapper, der fälschlich des Mordes an einem Serganten der Northwest Mounties beschuldigt wird. Um Jim zu retten, willigt Rose-Marie ein, Étienne Duray zu heiraten, einen zwielichtigen Franzosen. Jim rettet Rose-Marie und Étienne, als ihr Kanu an einer Stromschnelle zerschellt. Plötzlich steht Sergeant Malone in der Tür, der gar nicht tot ist. Einige dramatische Geschehnisse später finden Jim und Rose-Marie ihr Glück.

## Hintergrund
Joan Crawford stand seit 1925 bei MGM unter Vertrag und stieg rasch zu einer beliebten Darstellerin auf. Einen festen Rollentypus hatte sie allerdings noch nicht für sich gefunden und so spielte sie abwechselnd Haupt- und Nebenrollen in den unterschiedlichsten Genres. Nach einigen Auftritten als Leading Lady neben John Gilbert in Twelve Miles Out und Four Walls, Lon Chaney in The Unknown und William Haines war Crawford Mitte 1928 bereits ein bekannter Name in Hollywood, wenn auch noch kein Star. Das Studio hatte Zutrauen in Crawfords Zugkraft an der Kinokasse und übergab ihr die prestigeträchtige Hauptrolle der Rose-Marie in der Verfilmung der gleichnamigen Operette, die 1925 am Broadway insgesamt 557 Aufführungen erlebt hatte. Besonders die Songs Indian Love Call und Rose-Marie, I love You waren zu Hits geworden. Seit dem überragenden finanziellen und künstlerischen Erfolg der Stummfilmadaption von Die lustige Witwe aus dem Jahr 1925 mit John Gilbert und Mae Murray unter der Regie von Erich von Stroheim entwickelte sich daraus fast ein eigenes Genre. In der Folgezeit wurden zahlreiche weitere Operetten verfilmt, darunter The Student Prince, der 1927 mit Ramón Novarro und Norma Shearer unter der Regie von Ernst Lubitsch in den Verleih kam.
Zeitgleich mit dem Verleih von Rose-Marie begann der Tonfilm seinen Siegeszug und das Genre der Operette sollte in den USA erst mit dem Erfolg von Tolle Marietta 1935 wieder populär werden. Die beiden Stars der Verfilmung, Jeanette MacDonald und Nelson Eddy, drehten 1936 eine Tonfilmversion von Rose-Marie. Der Stoff wurde erneut 1954 mit Ann Blyth und Howard Keel auf die Leinwand gebracht.
Joan Crawford schätzte ihre Rolle realistisch ein:

„[Ü]berraschend gut ohne die Musik und ich fühlte mich unwohl als Franko-Kanadierin, aber die Kritiker haben es nicht bemerkt.“

## Kinoauswertung
Mit Herstellungskosten von 494.000 US-Dollar und zahlreichen Außenaufnahmen in Kanada war es eine für MGM-Standards überdurchschnittlich teure Produktion. Er spielte in den USA mit einer Summe von 679.000 US-Dollar eine respektable Summe ein, ein Indiz für die wachsende Zugkraft von Joan Crawford an der Kinokasse. Mit den Auslandseinnahmen von 293.000 US-Dollar und einem kumulierten Gesamtergebnis von 972.000 US-Dollar wurde aus Rose-Marie der bislang mit finanziell erfolgreichste Film der Schauspielerin. Die hohen Produktionskosten waren am Ende für den eher bescheidenen Gewinn von 165.000 US-Dollar verantwortlich.

## Kritiken
Die zeitgenössischen Kritiker lobten Joan Crawford und sagten ihr eine große Zukunft voraus.
J.G. befand in der St. Paul Pioneer Press:

„Joan Crawford, einer der am meisten bewunderten jungen Schauspielerinnen, hat die Hauptrolle. Es ist das erste Mal, dass von ihr mehr verlangt wird als edle Posen.“

Photoplay befand wohlwollend:

„Aufregende Kämpfe und gewagten Fluchten. Eine exzellente Besetzung mit Joan Crawford als charmanter Rose-Marie […]. Es ist alles etwas kompliziert, bietet aber jede Menge Spannung.“